# Bezirk Suhl
Het Bezirk Suhl was een van de 14 Bezirke van de Duitse Democratische Republiek (DDR). Het Bezirk Suhl kwam tot stand bij de wet van 23 juli 1952 na de afschaffing van de deelstaten.
Na de hereniging met de Bondsrepubliek in 1990 werd het Bezirk Suhl opgeheven en ging het op in de deelstaat Thüringen.

## Bestuurlijke indeling
De Bezirk Suhl bestond uit één stadtkreis en acht landkreise.
| Kreis            | Bevolking op 3 okt 1990 | Aantal gemeenten | Oppervlakte (ha) eind 1990 |
| ---------------- | ----------------------- | ---------------- | -------------------------- |
| Suhl, Stadtkreis | 55055                   | 1                | 6600                       |
|                  |                         |                  |                            |
| Bad Salzungen    | 87660                   | 61               | 62162                      |
| Hildburghausen   | 57756                   | 77               | 69671                      |
| Ilmenau          | 66499                   | 28               | 34684                      |
| Meiningen        | 67948                   | 60               | 70514                      |
| Neuhaus/Rwg.     | 36461                   | 27               | 32076                      |
| Schmalkalden     | 63263                   | 34               | 40567                      |
| Sonneberg        | 56910                   | 37               | 30611                      |
| Suhl-Land        | 43639                   | 32               | 38669                      |
| Bezirk Suhl      | 535191                  | 357              | 385554                     |

In 1990 werden in de DDR de deelstaten heropgericht en werden de bezirken opgeheven. De Bezirk Suhl werd onderdeel van het Land Thüringen, vanaf 1994 Vrijstaat Thüringen genoemd.
Bezirke: Cottbus · Dresden · Erfurt · Frankfurt · Gera · Halle · Karl-Marx-Stadt · Leipzig · Magdeburg · Neubrandenburg · Potsdam · Rostock · Schwerin · Suhl

Overig gebied: Oost-Berlijn